# Baxalta
Baxalta fue una compañía fundada el 1 de julio de 2015, después de que su empresa matriz, Baxter International cerrara su división biofarmacéutica. El nombre de la empresa se origina de la conjunción de dos lexemas; el primero proveniente del nombre de su empresa matriz, mientras que el segundo es un adjetivo en latín que significa «profunda». La compañía inició sus operaciones con ingresos por valor de 6 mil millones de dólares.

## Historia
El objetivo inicial de la empresa era lanzar 20 proyectos que ya estaban en desarrollo para el año 2020, con el objetivo de incrementar sus ventas anuales en 2,5 mil millones de dólares. Antes de la escisión, Baxalta adquirió la empresa alemana SuppreMol por 225 millones de dólares. Adicionalmente, la compañía adquirió el fármaco contra la leucemia Oncaspar de Sigma-Tau Finanziaria S.p.A. por mil millones de dólares.
En agosto de 2015, Shire plc hizo una oferta de acciones no solicitada de 30,6 mil millones de dólares a la compañía, aumentando el precio de las acciones de Baxalta en más de un 16%. Los inversores de Baxalta recibirían 0,1687% de los recibos de depósito estadounidenses de Shire por cada acción que poseían, lo que representaba una prima del 36% en comparación con el precio de las acciones de la compañía el 3 de agosto. Este acuerdo aumentó su fuerza en el mercado mundial, específicamente en el área de biotecnología centrada en enfermedades extrañas o desconocidas.  
En enero de 2016, después de seis meses de negociaciones, la compañía acordó ser adquirida por Shire por una cantidad de 32 mil millones de dólares. El acuerdo fue completado la fecha del 3 de junio de 2016. Finalmente Shire fue adquirida por Takeda Pharmaceutical Company por 62 mil millones de dólares en enero de 2019.